# Пролог
Вижте пояснителната страница за други значения на Пролог.
Прологът (гр. πρόλογος, „предшестващи думи“) е първата част на атическа трагедия, в която се представя основната част от действието преди събитията в драмата и предупреждение, обикновено божествено, какво ще се случи при неспазване на някакво ограничение. В пролога се представят партиите на актьорите преди влизането на хора. Отделната партия на всеки актьор през пролога също се нарича пролог.
През Средновековието терминът леко променя своя смисъл и се използва за уводна част към произволно театрално представление. Като следствие от това си значение навлиза в разговорния език като нарицателно за въведение или начало на действие или начинание. Пример за такава употреба е пиесата „Пролог“ на Иван Вазов, написана за откриването на Народния театър на 3 януари 1907 г.

## Атическа трагедия
Според Йосиф Тронски, прологът се появява като начало на древногръцката трагедия след трагедията „Седемте срещу Тива“, където актьорските партии се разрастват и преобладават над частта на хора.